# Brittoli
Brittoli è un comune italiano di 242 abitanti della provincia di Pescara in Abruzzo. Faceva parte della comunità montana Vestina.

## Storia
Il Castrum Brittoli è stato fondato come insediamento dell'abbazia di San Bartolomeo nella vicina Carpineto. La badia fu a possedere per prima i castelli della valle della Nora, Brittoli compreso. L'abitato sorse dunque nel X secolo circa, ed il nucleo più antico si sviluppa a forma ovoidale attorno al Palazzo Pagliccia, antico castello fortificato. Il feudo era importante perché permetteva gli scambi nella vallata dalla parte orientale del Gran Sasso d'Italia, e faceva parte di un sistema di torri di guardia con Torre Forca di Penne in primis. La prima menzione è del 962, anno in cui Brittoli esiste già; nel corso dell'XI secolo, non si sa di preciso in quale anno e perché, il castello passa sotto il controllo del vescovato di Penne, ma nel 1090, come si legge in un contratto di donazione della diocesi pennense, il vescovo Pampone lo restituisce a Sansone, abate di San Bartolomeo. Nel Chronicon del monastero di San Bartolomeo, invece, redatto dal monaco Alessandro nel XII secolo, l'acquisto del castello di Brittoli da parte dell'Abate Sansone è narrato diversamente: quando nel 1066 Ugo Malmozzetto aveva scacciato dal contado pennense Bernardo Carboncello ed i suoi eredi, aveva affidato ad uno dei suoi figli il castello di Brittoli; volendo però questi partire per la prima Crociata, che già si andava preparando nel 1090, lo mise in vendita e pare che l'acquirente più interessato fosse Guglielmo di Tascione, conte normanno di Loreto Aprutino; Sansone, venutone a conoscenza e desideroso di riguadagnare il castello al patrimonio della sua famiglia, in quanto fratello di Bernardo, trasse dal tesoro del Monastero la somma necessaria all'acquisto, battendo sul tempo il rivale; pare che venisse addirittura sacrificata la mensa d'argento dell'altare maggiore, rotta a colpi di martello; essendone dunque rientrato in possesso, lo regalò al nipote Gentile di Bernardo. Nel XIII secolo fu sotto la diocesi di Penne, i cui vescovi erano anche feudatari del paese. Nel XII secolo venne concesso a Cono e Berardo, figli di Riccardo da Brittoli, con un fitto da pagare a San Bartolomeo di Carpineto, nel XV secolo Brittoli fu dei Cantelmo di Popoli, nel 1588 passò ai D'Afflitto, mentre gli ultimi proprietari fino al 1806 furono i baroni Silvestri.

## Monumenti e luoghi d'interesse

### Palazzo Pagliccia
Il palazzo fu costruito nel XVII secolo. Danneggiato dal terremoto dell'Aquila del 2009, è stato in seguito restaurato. Il palazzo ha pianta rettangolare con suddivisione in due settori da un cornicione marcapiano.

### Cappella di Sant'Antonio
La chiesetta è annessa al palazzo Pagliccia, costruita in pietra sbozzata (XVII secolo). La facciata è molto austera, il campanile è a vela. L'interno è semplice a navata unica.

### Chiesa di San Carlo
Di costruzione settecentesca, presenta al suo interno stucchi in stile barocco e un altare con una tela che raffigura il santo. Inagibile a causa del terremoto dell'Aquila del 2009. 

## Società

### Evoluzione demografica
Abitanti censiti

## Amministrazione
| Periodo        | Periodo        | Primo cittadino  | Partito                           | Carica  | Note          |
| -------------- | -------------- | ---------------- | --------------------------------- | ------- | ------------- |
| 23 aprile 1995 | 1998           | Davide Di Persio | Lista civica di centro            | Sindaco | [ 8 ]         |
| 25 maggio 1998 | 27 maggio 2007 | Claudio Di Paolo | Lista civica di centro-sinistra   | Sindaco | [ 9 ] [ 10 ]  |
| 28 maggio 2007 | 11 giugno 2017 | Domenico Velluto | Lista civica Insieme per Brittoli | Sindaco | [ 11 ] [ 12 ] |
| 12 giugno 2017 | in carica      | Gino Di Bernardo | Lista civica Brittoli domani      | Sindaco | [ 13 ]        |